# Therosaurus
Therosaurus là một chi khủng long ornithopoda gồm một loài duy nhất Therosaurus anglicus, trước đây được biết tới như Iguanodon anglicus. Mặc dù là một trong những hóa thạch khủng long đầu tiên được mô tả và đặt tên, do tên Iguanodon anglicus chỉ dựa trên những mẫu hóa thạch rời rạc (gồm những chiếc răng), tên Iguanodon sau đó được chuyển sang cho một động vật khác.